# Grand Prix Bruno Beghelli 2014
La 19e édition du Grand Prix Bruno Beghelli a eu lieu le 12 octobre 2014. La course fait partie du calendrier UCI Europe Tour 2014 en catégorie 1.HC.
Elle a été remportée par l'Italien Valerio Conti (Lampre-Merida) qui s'impose lors d'un sprint à trois respectivement devant le Slovène Kristjan Koren (Cannondale) et le Russe Ilnur Zakarin (RusVelo).

## Présentation

### Équipes
Classé en catégorie 1.HC de l'UCI Europe Tour, le Grand Prix Bruno Beghelli est par conséquent ouvert aux UCI ProTeams dans la limite de 70 % des équipes participantes, aux équipes continentales professionnelles, aux équipes continentales italiennes et à une équipe nationale italienne.
Dix-huit équipes participent à ce Grand Prix Bruno Beghelli - trois ProTeams, neuf équipes continentales professionnelles et siw équipes continentales :
| UCI ProTeams     | UCI ProTeams | UCI ProTeams |
| Nom de l'équipe  | Pays         | Code         |
| ---------------- | ------------ | ------------ |
| AG2R La Mondiale | France       | ALM          |
| Cannondale       | Italie       | CAN          |
| Lampre-Merida    | Italie       | LAM          |

| Équipes continentales professionnelles | Équipes continentales professionnelles | Équipes continentales professionnelles |
| Nom de l'équipe                        | Pays                                   | Code                                   |
| -------------------------------------- | -------------------------------------- | -------------------------------------- |
| Androni Giocattoli-Venezuela           | Italie                                 | AND                                    |
| Bardiani CSF                           | Italie                                 | BAR                                    |
| Caja Rural-Seguros RGA                 | Espagne                                | CJR                                    |
| CCC Polsat Polkowice                   | Pologne                                | CCC                                    |
| Colombia                               | Colombie                               | COL                                    |
| MTN-Qhubeka                            | Afrique du Sud                         | MTN                                    |
| Neri Sottoli                           | Italie                                 | NRI                                    |
| RusVelo                                | Russie                                 | RVL                                    |
| Wanty-Groupe Gobert                    | Belgique                               | WGG                                    |

| Équipes continentales | Équipes continentales | Équipes continentales |
| Nom de l'équipe       | Pays                  | Code                  |
| --------------------- | --------------------- | --------------------- |
| Area Zero             | Italie                | AZT                   |
| Idea                  | Italie                | IDE                   |
| Marchiol Emisfero     | Italie                | MAE                   |
| MG Kvis-Wilier        | Italie                | MGK                   |
| Nankang-Fondriest     | Italie                | CEF                   |
| Vega-Hotsand          | Italie                | VHS                   |

## Classement final
|    | Coureur           | Pays     | Équipe                       |    | Temps           |
| -- | ----------------- | -------- | ---------------------------- | -- | --------------- |
| 1  | Valerio Conti     | Italie   | Lampre-Merida                | en | 4 h 38 min 19 s |
| 2  | Kristjan Koren    | Slovénie | Cannondale                   | +  | 0 s             |
| 3  | Ilnur Zakarin     | Russie   | RusVelo                      |    | 0 s             |
| 4  | Rafael Andriato   | Brésil   | Neri Sottoli                 |    | 1 s             |
| 5  | Andrea Pasqualon  | Italie   | Area Zero                    |    | 1 s             |
| 6  | Niccolò Bonifazio | Italie   | Lampre-Merida                |    | 1 s             |
| 7  | Manuel Belletti   | Italie   | Androni Giocattoli-Venezuela |    | 1 s             |
| 8  | Nicola Ruffoni    | Italie   | Bardiani CSF                 |    | 1 s             |
| 9  | Ivan Balykin      | Russie   | RusVelo                      |    | 1 s             |
| 10 | Davide Viganò     | Italie   | Caja Rural-Seguros RGA       |    | 1 s             |

## Liste des participants
- Liste de départ complète

| Légende | Légende                                                                    | Légende | Légende                                                    |
| ------- | -------------------------------------------------------------------------- | ------- | ---------------------------------------------------------- |
| Num     | Dossard de départ porté par le coureur sur ce Grand Prix Bruno Beghelli    | Pos     | Position à l'arrivée de la course                          |
|         | Indique un maillot de champion national ou mondial, suivi de sa spécialité | NP      | Indique un coureur qui n'a pas pris le départ de la course |
| AB      | Indique un coureur qui n'a pas terminé la course                           | HD      | Indique un coureur qui a terminé la course hors des délais |

| Colombia COL | Colombia COL                       | Colombia COL |
| ------------ | ---------------------------------- | ------------ |
| Num          | Coureur                            | Pos          |
| 1            | Robinson Chalapud (COL)            | 80e          |
| 2            | Fabio Duarte (COL)                 | AB           |
| 3            | Jarlinson Pantano (COL)            | 74e          |
| 4            | Rodolfo Torres (COL)               | 56e          |
| 5            | Carlos Quintero (COL)              | 108e         |
| 6            | Dúber Quintero (COL)               | AB           |
| 7            | Juan Pablo Valencia (COL)          | 29e          |
| 8            | Miguel Ángel Rubiano (COL) (Route) | 14e          |

| Cannondale CAN | Cannondale CAN             | Cannondale CAN |
| -------------- | -------------------------- | -------------- |
| Num            | Coureur                    | Pos            |
| 11             | Ivan Basso (ITA)           | 96e            |
| 12             | Davide Formolo (ITA)       | 82e            |
| 13             | Kristjan Koren (SLO)       | 2e             |
| 14             | Paolo Longo Borghini (ITA) | 77e            |
| 15             |                            |                |
| 16             | Matej Mohorič (SLO)        | 28e            |
| 17             | Moreno Moser (ITA)         | 105e           |
| 18             | Davide Villella (ITA)      | 101e           |

|     |         |     |
| --- | ------- | --- |
| Num | Coureur | Pos |
| 21  |         |     |
| 22  |         |     |
| 23  |         |     |
| 24  |         |     |
| 25  |         |     |
| 26  |         |     |
| 27  |         |     |
| 28  |         |     |

| AG2R La Mondiale ALM | AG2R La Mondiale ALM    | AG2R La Mondiale ALM |
| -------------------- | ----------------------- | -------------------- |
| Num                  | Coureur                 | Pos                  |
| 31                   | Matteo Montaguti (ITA)  | 37e                  |
| 32                   | François Bidard (FRA)   | 51e                  |
| 33                   | Hubert Dupont (FRA)     | 63e                  |
| 34                   | Ben Gastauer (LUX)      | 40e                  |
| 35                   | Alexis Vuillermoz (FRA) | 36e                  |
| 36                   |                         |                      |
| 37                   |                         |                      |
| 38                   |                         |                      |

| Androni Giocattoli-Venezuela AND | Androni Giocattoli-Venezuela AND | Androni Giocattoli-Venezuela AND |
| -------------------------------- | -------------------------------- | -------------------------------- |
| Num                              | Coureur                          | Pos                              |
| 41                               | Alessio Taliani (ITA)            | 71e                              |
| 42                               | Manuel Belletti (ITA)            | 7e                               |
| 43                               | Marco Bandiera (ITA)             | 65e                              |
| 44                               | Tiziano Dall'Antonia (ITA)       | 13e                              |
| 45                               | Marcin Mrożek (POL)              | AB                               |
| 46                               | Gianfranco Zilioli (ITA)         | 85e                              |
| 47                               | Yonder Godoy (VEN)               | 54e                              |
| 48                               | Andrea Zordan (ITA)              | 44e                              |

| Bardiani CSF BAR | Bardiani CSF BAR                 | Bardiani CSF BAR |
| ---------------- | -------------------------------- | ---------------- |
| Num              | Coureur                          | Pos              |
| 51               | Sonny Colbrelli (ITA)            | 18e              |
| 52               | Nicola Ruffoni (ITA)             | 8e               |
| 53               | Enrico Battaglin (ITA)           | 53e              |
| 54               | Stefano Pirazzi (ITA)            | AB               |
| 55               | Andrea Piechele (ITA)            | 15e              |
| 56               | Enrico Barbin (ITA)              | AB               |
| 57               | Edoardo Zardini (ITA)            | 91e              |
| 58               | Francesco Manuel Bongiorno (ITA) | 68e              |

| Neri Sottoli NRI | Neri Sottoli NRI        | Neri Sottoli NRI |
| ---------------- | ----------------------- | ---------------- |
| Num              | Coureur                 | Pos              |
| 61               | Rafael Andriato (BRA)   | 4e               |
| 62               | Francesco Failli (ITA)  | 48e              |
| 63               | Andrea Fedi (ITA)       | 22e              |
| 64               | Mauro Finetto (ITA)     | 32e              |
| 65               | Simone Ponzi (ITA)      | 16e              |
| 66               | Jonathan Monsalve (VEN) | 81e              |
| 67               | Fabio Taborre (ITA)     | 23e              |
| 68               | Giorgio Cecchinel (ITA) | 72e              |

| CCC Polsat Polkowice CCC | CCC Polsat Polkowice CCC          | CCC Polsat Polkowice CCC |
| ------------------------ | --------------------------------- | ------------------------ |
| Num                      | Coureur                           | Pos                      |
| 71                       | Davide Rebellin (ITA)             | 58e                      |
| 72                       | Nikolay Mihaylov (BUL) (Route)    | 100e                     |
| 73                       | Mateusz Taciak (POL)              | 99e                      |
| 74                       | Maciej Paterski (POL)             | 35e                      |
| 75                       | Adrian Honkisz (POL)              | 38e                      |
| 76                       | Łukasz Owsian (POL)               | 43e                      |
| 77                       | Adrian Kurek (POL)                | 75e                      |
| 78                       | Bartłomiej Matysiak (POL) (Route) | 25e                      |

| Caja Rural-Seguros RGA CJR | Caja Rural-Seguros RGA CJR | Caja Rural-Seguros RGA CJR |
| -------------------------- | -------------------------- | -------------------------- |
| Num                        | Coureur                    | Pos                        |
| 81                         | David Arroyo (ESP)         | 60e                        |
| 82                         | Karol Domagalski (POL)     | 79e                        |
| 83                         | Antonio Piedra (ESP)       | 69e                        |
| 84                         | Heiner Parra (COL)         | AB                         |
| 85                         | Marcos García (ESP)        | 50e                        |
| 86                         | Francesco Lasca (ITA)      | AB                         |
| 87                         | Ángel Madrazo (ESP)        | 33e                        |
| 88                         | Davide Viganò (ITA)        | 10e                        |

| Lampre-Merida LAM | Lampre-Merida LAM       | Lampre-Merida LAM |
| ----------------- | ----------------------- | ----------------- |
| Num               | Coureur                 | Pos               |
| 91                | Roberto Ferrari (ITA)   | 12e               |
| 92                | Niccolò Bonifazio (ITA) | 6e                |
| 93                | Andrea Palini (ITA)     | 19e               |
| 94                | Manuele Mori (ITA)      | 83e               |
| 95                | Valerio Conti (ITA)     | 1er               |
| 96                | Elia Favilli (ITA)      | 41e               |
| 97                | Luca Dodi (ITA)         | 106e              |
| 98                | Kristijan Đurasek (CRO) | 59e               |

| RusVelo RVL | RusVelo RVL              | RusVelo RVL |
| ----------- | ------------------------ | ----------- |
| Num         | Coureur                  | Pos         |
| 101         | Sergueï Lagoutine (RUS)  | 17e         |
| 102         | Sergueï Klimov (RUS)     | 46e         |
| 103         | Ilnur Zakarin (RUS)      | 3e          |
| 104         | Ivan Balykin (RUS)       | 9e          |
| 105         | Sergey Firsanov (RUS)    | 55e         |
| 106         | Timofey Kritskiy (RUS)   | 30e         |
| 107         | Kirill Pozdnyakov (RUS)  | 95e         |
| 108         | Sergey Pomoshnikov (RUS) | 70e         |

| MTN-Qhubeka MTN | MTN-Qhubeka MTN                  | MTN-Qhubeka MTN |
| --------------- | -------------------------------- | --------------- |
| Num             | Coureur                          | Pos             |
| 111             | Fregalsi Debesay (ERI)           | 86e             |
| 112             | Karel Hník (CZE)                 | 24e             |
| 113             | Adrien Niyonshuti (RWA)          | 98e             |
| 114             | Jacques Janse van Rensburg (RSA) | 34e             |
| 115             | Dennis van Niekerk (RSA)         | 57e             |
| 116             | Louis Meintjes (RSA) (Route)     | 76e             |
| 117             | Tsgabu Grmay (ETH) (Route)       | 112e            |
| 118             |                                  |                 |

| Wanty-Groupe Gobert WGG | Wanty-Groupe Gobert WGG  | Wanty-Groupe Gobert WGG |
| ----------------------- | ------------------------ | ----------------------- |
| Num                     | Coureur                  | Pos                     |
| 121                     | Frederik Backaert (BEL)  | 88e                     |
| 122                     | Francis De Greef (BEL)   | 42e                     |
| 123                     | Jérôme Baugnies (BEL)    | 64e                     |
| 124                     | Michel Kreder (NED)      | 11e                     |
| 125                     | Marco Minnaard (NED)     | 47e                     |
| 126                     | Kevin Seeldraeyers (BEL) | 94e                     |
| 127                     | Mirko Selvaggi (ITA)     | 39e                     |
| 128                     | Danilo Napolitano (ITA)  | NP                      |

| Idea IDE | Idea IDE                 | Idea IDE |
| -------- | ------------------------ | -------- |
| Num      | Coureur                  | Pos      |
| 131      |                          |          |
| 132      | Ricardo Pichetta (ITA)   | AB       |
| 133      | Mirko Tedeschi (ITA)     | 20e      |
| 134      | Matteo Collodel (ITA)    | 62e      |
| 135      | Alessandro Pettiti (ITA) | AB       |
| 136      | Fabio Gadda (ITA)        | 97e      |
| 137      | Matteo Spreafico (ITA)   | 49e      |
| 138      |                          |          |

| Nankang-Fondriest CEF | Nankang-Fondriest CEF  | Nankang-Fondriest CEF |
| --------------------- | ---------------------- | --------------------- |
| Num                   | Coureur                | Pos                   |
| 141                   | Filippo Baggio (ITA)   | 107e                  |
| 142                   | Alfredo Balloni (ITA)  | AB                    |
| 143                   | Nicola Dal Santo (ITA) | 61e                   |
| 144                   | Alfonso Fiorenza (ITA) | 21e                   |
| 145                   | Luca Taschin (ITA)     | 87e                   |
| 146                   | Loris Paoli (ITA)      | 89e                   |
| 147                   | Antonio Merolese (ITA) | 66e                   |
| 148                   |                        |                       |

| Marchiol Emisfero MAE | Marchiol Emisfero MAE  | Marchiol Emisfero MAE |
| --------------------- | ---------------------- | --------------------- |
| Num                   | Coureur                | Pos                   |
| 151                   | Simone Antonini (ITA)  | 73e                   |
| 152                   | Andrea Zanardini (ITA) | AB                    |
| 153                   | Alberto Cecchin (ITA)  | 104e                  |
| 154                   | Paolo Lunardon (ITA)   | AB                    |
| 155                   | Raffaello Bonusi (ITA) | 111e                  |
| 156                   | Andrea Vaccher (ITA)   | 90e                   |
| 157                   | Antonio Nibali (ITA)   | AB                    |
| 158                   |                        |                       |

| Vega-Hotsand VHS | Vega-Hotsand VHS              | Vega-Hotsand VHS |
| ---------------- | ----------------------------- | ---------------- |
| Num              | Coureur                       | Pos              |
| 161              | Cesare Ciommi (ITA)           | AB               |
| 162              | Gian Marco Di Francesco (ITA) | 31e              |
| 163              | Fabio Tuzi (ITA)              | AB               |
| 164              | Gianni Franco D'Intino (ITA)  | AB               |
| 165              | Emiliano Faieta (ITA)         | 113e             |
| 166              | Moreno Giampaolo (ITA)        | AB               |
| 167              | Nicola Gaffurini (ITA)        | 52e              |
| 168              | Alessandro Riccardi (ITA)     | AB               |

| Area Zero AZT | Area Zero AZT           | Area Zero AZT |
| ------------- | ----------------------- | ------------- |
| Num           | Coureur                 | Pos           |
| 171           | Paolo Ciavatta (ITA)    | 78e           |
| 172           | Fabio Chinello (ITA)    | 26e           |
| 173           | Silvio Giorni (ITA)     | 93e           |
| 174           | Gianluca Leonardi (ITA) | AB            |
| 175           | Simone Petilli (ITA)    | 109e          |
| 176           | Andrea Pasqualon (ITA)  | 5e            |
| 177           | Giovanni Carboni (ITA)  | 92e           |
| 178           | Charly Petelin (ITA)    | 110e          |

| MG Kvis-Wilier MGK | MG Kvis-Wilier MGK           | MG Kvis-Wilier MGK |
| ------------------ | ---------------------------- | ------------------ |
| Num                | Coureur                      | Pos                |
| 181                |                              |                    |
| 182                | Matteo Busato (ITA)          | 84e                |
| 183                | Christian Delle Stelle (ITA) | 27e                |
| 184                | Mattia Frapporti (ITA)       | 103e               |
| 185                | Luca Chirico (ITA)           | 102e               |
| 186                | Andrei Nechita (ROU)         | 67e                |
| 187                | Ricardo Creel (USA)          | AB                 |
| 188                | Lorenzo Rota (ITA)           | 45e                |